# امیرپرویز پویان
امیرپرویز پویان (۲۵ شهریور ۱۳۲۵–۳ خرداد ۱۳۵۰)، فعال سیاسی، نظریه‌پرداز کمونیست و از بنیان‌گذاران سازمان چریک‌های فدائی خلق بود. وی در سال ۱۳۲۵ در شهر مشهد، ایران به دنیا آمد و تحصیلات ابتدایی و متوسطه را در این شهر گذراند.

## زندگی و عملیات‌ها
فعالیت‌های سیاسی مشخص پویان از سالی که وارد دانشگاه ملی ایران شد، شکل گرفت. در این سال‌ها بود که به اتفاق مسعود احمدزاده و عباس مفتاحی گروهی را تشکیل داد. فعالیت‌های پویان در گروه که اغلب نیز مخفیانه صورت می‌گرفت، ترجمۀ متون مارکسیستی و نوشتن مقالاتی در زمینه شناخت جامعه ایران بوده‌است. او که تفکری انقلابی داشت، از آنجا که متوجه شد که توده جامعه اینگونه تفکری مانند او ندارند، سرخورده شد و روی به مبارزه مسلحانه آورد. در این زمان بود که به نوشتن اثر معروفش، ضرورت مبارزه مسلحانه و رد تئوری بقا، پرداخت و در سازماندهی «چریک‌های فدائی خلق» نقشی اساسی ایفا نمود. پویان درحالی‌که مبارزه مسلحانه را انتخاب کرده بود که کار با اسلحه را به خوبی نمی‌دانست و یکبار در هنگام پاک کردن اسلحه یک تیر به خود شلیک کرد که وارد بدن او شد. پویان توانست از این اتفاق جان سالم بدر ببرد، اما ترس از سلاح بر روی او تاثیرات روانی بسیاری گذاشت. از سال ۱۳۴۹ به صورت یک انقلابی حرفه‌ای در صف مقدم پیشاهنگان فدائی خلق قرار گرفت. امیرپرویز پویان در طول حیات کوتاهش در گروه فعالیتی زیادی داشت، در تدارک، طرح و شرکت در عملیات نظامی، جمع‌بندی سیاسی این عملیات و سازمان‌دهی تیم‌های سیاسی-نظامی نقشی فعال ایفا می‌کرد. او ابتدا طرح سرقت از بانک‌ها برای تامین مالی گروه را سازماندهی کرد که منجر به سرقت از دو بانک ملی شعبه وزرا و ونک شد.  پس از این اتفاق پویان به شاخه تبریز پیشنهاد حمله به یک کلانتری و بانک را می‌دهد. در نهایت در چهاردهم بهمن ۴۹ به کلانتری شماره پنج تبریز حمله مسلحانه می‌شود و چند نفر از چریک‌ها توانستند با تیراندازی به نگهبان کلانتری او را به قتل برسانند، مسلسل او را بدزدند. پس از عملیات سیاهکل و دستگیری و اعدام اعضای این عملیات، پویان و احمدزاده بر اهمیت بیشتر جنگ مسلحانه در شهر تاکید می‌کنند. عملیات حمله به کلانتری قلهک از این تاکید بیرون آمد. با خراب شدن اوضاع مالی گروه، پویان دوباره پیشنهاد سرقت از بانک را می‌دهد. بانک ملی شعبه آیزنهاور انتخاب می‌شود، اما در روز عملیات، یکی از چریک‌ها در هنگام ساختن کوکتل مولوتف دچار آتش‌سوزی می‌شود و پس از چند روز می‌میرد. با این اتفاق عملیات سرقت در آن روز ناکام می‌ماند.  اما در ساعت ۱۰ صبح ۲۳ اردیبهشت ۱۳۵۰، عملیات سرقت از این بانک، این بار با حضور امیرپرویز پویان، صورت می‌گیرد. این بار سرقت موفقیت‌آمیز صورت می‌گیرد. 

## مرگ

خبر کشته‌شدن پویان در روزنامه اطلاعات

وی در تاریخ ۳ خرداد ۱۳۵۰ خورشیدی، هنگامی که مخفی‌گاه وی توسط مأموران سازمان امنیت و اطلاعات کشور محاصره شد، به همراه «رحمت‌الله پیرونذیری» خودکشی کرد.

### سرودهٔ شب نورد
پس از مرگ امیرپرویز پویان، اصلان اصلانیان سرودهٔ «برادر بیقراره» را در ستایش و سوگ او خلق کرد . 
قسمتی از این سروده:
برادر بیقراره
برادر شعله واره
برادر دشت سینه‌ش لاله زاره
شب و دریای خوف‌انگیز و توفان
من و اندیشه‌های پاک پویان 
همچنین در بحبوحه سال ۵۷ قطعه‌ای به خوانندگی محمد رضا شجریان و نوازندگی محمدرضا لطفی با نام شب‌نورد در بین مردم دست به دست می‌شد که شعر آن همان سرودهٔ اصلانیان بود.

## آثار
ضرورت مبارزه مسلحانه و رد تئوری بقا و خشمگین از امپریالیسم و ترسان از انقلاب، ازجمله آثار برجستهٔ امیرپرویز پویان می‌باشند.
او در جزوۀ مبارزه مسلحانه بی‌تحرکی و انفعال، گروه‌هایی را که صرفاً به مبارزه سیاسی اعتقاد داشتند، مورد حمله قرار داد و آن را کنشی فرصت‌طلبانه خواند. او این انفعال را «تئوری بقا» نامید و در مقابل خواستار مبارزه مسلحانه شد. پویان در توضیح اینکه چرا طبقه کارگر علیه رژیم به پا نمی‌خیزد، تز «دو مطلق» را پیش کشید، به این معنا که قدرت فائق حکومت از یک سو و فقدان کلی سازمان طبقه کارگر از سوی دیگر، وضعی را ایجاد کرده‌است که در آن قدرت مطلق با ضعف مطلق روبروست. از نظر پویان، مبارزه مسلحانه می‌بایست این جو را در هم می‌شکست و به ایجاد یک پیشاهنگ و کسب پیروزی منجر می‌شد. او بر این اعتقاد بود که در شرایط خاص ایران تنها با اتخاذ خط مشی مبارزه مسلحانه و با تشکیل هسته‌های سیاسی- نظامی است که می‌توان عناصر نطفه‌ای حزب طبقه کارگر را عملاً تشکیل داد.

## ترجمه‌ها
- دانش جدید و مابعدالطبیعه، نوشتهٔ پل فولکیه، انتشارات مبارز، (چاپ اول ۱۳۵۸)